# Han Ju
Han Yu (768 – 824), naziv Tuizhi (退之), je bil eden največjih mislecev, pesnik, zgodovinarjev in filozofov kitajske zgodovine ter vladni uradnik v dinastiji Tang, ki je izrazito vplival na razvoj neokonfucionizma.
Pomemben je bil predvsem zaradi svojega inovativnega stila pisanja, ki ga danes, zaradi vpliva, ki ga je imel na razvoj kitajske književnosti, strokovnjaki primerjajo z Dantejem, Shakespearom in Goethejem.

## Življenjepis
Han Yu se je rodil leta 768 v Heyangu (河陽, današnji Mengyhou) v Henanu. Njegova družina je bila plemiškega izvora. Oče je umrl, ko je bil Han Yu star tri leti, zaradi česar je odrastel v družini svojega trideset let starejšega brata Han Hui-ja (韓會), ki je študiral filozofske spise in konfucianske ideje. 
Han Yu-ju je leta 781 po štirih poskusih uspelo opraviti jinshi cesarski izpit. Svoj prvi položaj v centralni vladi, mu je uspelo pridobiti leta 802, zaradi priporočitve vojaškega guvernerja, a je bil kmalu izgnan, ker ni podprl dediča vojaškega guvernerja in zaradi njegove kritike slabega vedenja cesarjevih služabnikov ter njegove zahteve za znižanje davkov v času lakote.
Od leta 807 do 819 je opravljal vrsto vladnih funkcij. V tem času je bil močan zagovornik ponovne uvedbe centralnega nadzora nad ločenimi severovzhodnimi provincami. 
To obdobje se je končalo z njegovim delom Memorial on Bone-relics of the Buddha (諫迎佛骨表), ki bi ga lahko na kratko povzeli kot odločen protest proti Budističnemu vplivu na državo. Cesar, ki mu to ni bilo po godu, je naročil usmrtitev Han Yu-ja, vendar so ga rešili njegovi prijatelji z dvora, zaradi česar je bil namesto usmrtitve izgnan v Chaozhou. Čez nekaj mesecev se je uradno opravičil cesarju in dovolili so mu bivanje bližje glavnemu mestu. Cesar je če istega leta umrl in njegov naslednik, cesar Muzong, ga je premestil nazaj v glavno mesto. Po tem, ko je uspešno prepričal uporniškega vojaškega poveljnika, da ga vzame pod okrilje, mu je bil dodeljen visok položaj.
Pri šestinpetdesetih letih je Han Yu v Chang'anu umrl, pokopan je na pokopališču prednikov v Heyangu.

## Prepričanja in ideje
Čeprav ga teoretično ne štejemo med filozofe, je bil Han Yu ne glede na vse pomemben intelektualec tistega časa, ki je, tudi po svoji smrti, vplival na poznejše generacije kitajskih mislecev in filozofov. Oddaljil se je od pianwena (駢文), takratnega uradnega in bogato okrašenega stila pisanja ter se zatekel h klasičnim, enostavnim in razumskim oblikam, ki jim rečemo guwen (古文), kar v dobesednem prevodu pomeni ‘starodavno pisanje’. Menil je, da je ta način pisanja popoln za obnovo neokonfucianizma.
Svoji veri je bil popolnoma predan, budizmu, takratni veri Kitajske, pa je močno nasprotoval. Leta 819 je vladarju poslal pismo, ki ga poznamo kot Memorial on Bone-relics of the Buddha (諫迎佛骨表).  V njem je primerjal ljudstvo z barbari, ter označil budizem kot barbarstvo, zaradi česar je trdil, da ni prava vera za kitajski narod.  
Poleg budizma, je nasprotoval tudi taoizmu, za katerega je menil, da je škodljiva kitajskemu ljudstvu. Taoizem (lokalno vero) in budizem (tujo vero) je med seboj ločil, za oba pa je trdil, da sta s svojo hierarhično razporeditvijo družbe ekonomsko in socialno neuspešna. Zapisal je, da konfucianizem z družbenega vidika nasprotuje obema prej navedenima verama, saj skrbi za zasebno moralno življenje posameznika ter za dobrobit celotne družbe. Podarjal je Mencijevo metodo vzpostavljanja javne morale in redu ter izražanje konfucianizma v kitajski politiki.
Čeprav je bil nasprotnik taoizma in budizma, nekatere ideje Han Yu-ja izvirajo prav iz teh dveh ver, kot na primer njegov koncept učitelja.

## Literarna dela

### Proza
Han Yu je prvi na Mao Kunovem seznamu osmih največjih literarnih mojstrov Tanga in Songa. Skupaj z Liu Zongyuan je vodil tako imenovano propagando klasične proze, s katero sta hotela ponovno uvesti ‘neokrašeno’ prozo Hanške dinastije. Yun je sicer navdih za svoje pesmi našel v starodavnih pesnitvah, kljub temu pa so le-te predstavljale le inspiracijo pri ustvarjanju novega sloga, katerega glavne prvine so bile jasnost, jedrnatost in direktnost.
Ena izmed njegovih najslavnejših filozofskih esejev sta "Izvor Dao" (道首辵) in "Memorial on Bone-relics of the Buddha" (佛骨表)  v katerih je kritiziral budizem in taoizem ter ga primerjal s konfucianizmom. Manj poznani, ampak kljub vsemu pomembni deli sta tudi "Esej za krokodile" in "Nasvidenje Punury".  

### Poezija
Čeprav je priznan esejist, njegovo pesništvo ni prodrlo v širši svet. Herber Giles je zapisal, da je Han Yu sicer napisal ogromno igrivih pesmi, ki so pokrile zelo raznolike teme, v katerih je vedno uspel najti kanček humorja, kljub vsemu pa niso presegle izjemnosti njegovih esejev.

## Pomen in vplivi
Han Yu je eden najpomembnejših osebnosti v zgodovini tradicionalne kitajske kulture. Njegova dela niso postala le klasika v kitajski literaturi, ampak so na novo opredelila in spremenila potek same tradicije. Bil je slogovni inovator v številnih žanrih in je močno vplival na literarno in intelektualno življenje svojega časa kot tudi na poznejše dinastije, Spisi Han Yuja so vplivali na pisce in pesnike iz dinastije Song s čimer je razširil slog, ki je postal model pisanja na Kitajskem vse do njihove revolucije. Na spomeniku za templjem, posvečenem Han Yu-ju, je pesnik, iz dinastije Song Su Shi, celo pohvalil filozofa takole:
文起八代之衰，而道濟天下之溺；忠犯人主之怒，而勇奪三軍之帥。
Njegova proza je obrnila literarni zaton osmih dinastij, njegovi nauki so pomagali zgrešenim po vsem svetu, njegova zvestoba ga je pripeljala do tega, da je tvegal jezo svojega gospodarja, njegov pogum je presegel generale treh vojsk.

— Su Shi, Napis na spomeniku za Han Yu-jevim temeljem v Chaozhou 
Vsa glavna poročila o Han Yujevem življenju pišejo o tem, da je imel odprt in odkrit značaj, kar se je pokazalo v njegovi neomajni zvestobi svojim prijateljem. Kot pravi Li Ao, je bil Han Yu odličen sogovornik in navdihnjen učitelj: "Njegovo poučevanja in prizadevanja, da bi oblikoval svoje učence, so bila neusmiljena, saj se je bal, da ne bodo popolni. Pa vendar jih je zabaval s šalami in petjem pesmi, tako da so bili navdušeni nad njegovim učenjem ..." V njegovem življenju je bil pomemben tudi smisel za humor, ki je očiten v njegovem pisanju. Herbert Giles je ocenil, da Kitajci »zaradi njegovega mirnega in dostojanstvenega domoljubja še danes ohranjajo zelen spomin«.
Han Yu je branil konfucianizem in napadal tako budizem kot taoizem, ki sta bila takrat prevladujoči verski prepričanji. Njegovi spisi bi imeli pomemben vpliv na neokonfucijance poznejših obdobij. Čeprav ga običajno ne uvrščamo med filozofe, je uvedel novo intelektualno smer konfucijanstva in vplivne ideje, ki so igrale pomembno vlogo tudi za poznejše mislece.